# Grafrath
Grafrath er en kommune i Landkreis Fürstenfeldbruck der ligger i den vestlige del af Regierungsbezirk Oberbayern i den tyske delstat Bayern. Den er administrationsby i Verwaltungsgemeinschaft Grafrath. I kommunen er der landsbyerne Grafrath, Unteralting og Wildenroth, der indtil kommunalreformen i 1972 var selvstændige kommuner. Den ligger omkring 10 km sydvest for Fürstenfeldbruck og 30 km vest for München.
Kommunen har navn efter den bayerske grev (tysk: Graf) Rath (latiniseret: Rasso), fejlopfattet som helgen. Grev Rath grundlagde et benediktinerkloster i det senere Grafrath i det 10. århundrede. I kommunen ligger nu valfartskirken Sankt Rasso.
I kommunen ligger også en forsøgshave indenfor skovbrug.